# Saint David (circunscripción electoral)

Saint David en Granada.

Saint David es una de las quince circunscripciones electorales en las cuales se divide Granada para las elecciones a la Cámara de Representantes. Comprende el territorio de la parroquia homónima. Es una de las tres circunscripciones más antiguas del país, pues existe desde las primeras elecciones bajo sufragio universal en 1951.
Desde su creación hasta el derrocamiento de Eric Gairy en 1979 y la instauración del Gobierno Popular Revolucionario, Saint David fue un bastión del Partido Laborista Unido de Granada (GULP) y fue ocupado por la esposa de Gairy, Cynthia Gairy, primera mujer en ocupar un escaño parlamentario y una cartera ministerial en el país. Tras la invasión estadounidense y restauración de la democracia en 1984 fue ocupado por Daniel Williams, posterior Gobernador General. A partir de 1990 se ha inclinado mayormente por el Congreso Nacional Democrático (NDC), excepto en las tres ocasiones (1999, 2013 y 2018) en las que el Nuevo Partido Nacional (NNP) obtuvo todos los escaños parlamentarios. Es la circunscripción del actual primer ministro de Granada, Dickon Mitchell, desde 2022.
De cara a las elecciones de 2022, la circunscripción tenía 9.866 electores registrados.

## Representantes electos
| Elección | Partido | Partido                            | Parlamentario        |
| -------- | ------- | ---------------------------------- | -------------------- |
| 1951     |         | Partido Laborista Unido de Granada | Thomas Joseph Gibbs  |
| 1954     |         | Partido Laborista Unido de Granada | Thomas Joseph Gibbs  |
| 1957     |         | Partido Laborista Unido de Granada | Thomas Joseph Gibbs  |
| 1961     |         | Partido Laborista Unido de Granada | Cynthia Gairy        |
| 1962     |         | Partido Laborista Unido de Granada | Cynthia Gairy        |
| 1967     |         | Partido Laborista Unido de Granada | Cynthia Gairy        |
| 1972     |         | Partido Laborista Unido de Granada | Cynthia Gairy        |
| 1976     |         | Partido Laborista Unido de Granada | Cynthia Gairy        |
| 1984     |         | Nuevo Partido Nacional             | Daniel Williams      |
| 1990     |         | Congreso Nacional Democrático      | Michael A. Andrew    |
| 1995     |         | Congreso Nacional Democrático      | Michael A. Andrew    |
| 1999     |         | Nuevo Partido Nacional             | Joslyn R. Whiteman   |
| 2003     |         | Congreso Nacional Democrático      | Michael D. Lett      |
| 2008     |         | Congreso Nacional Democrático      | Michael D. Lett      |
| 2013     |         | Nuevo Partido Nacional             | Oliver Thomas Jospeh |
| 2018     |         | Nuevo Partido Nacional             | Oliver Thomas Jospeh |
| 2022     |         | Congreso Nacional Democrático      | Dickon Mitchell      |